# Aachen

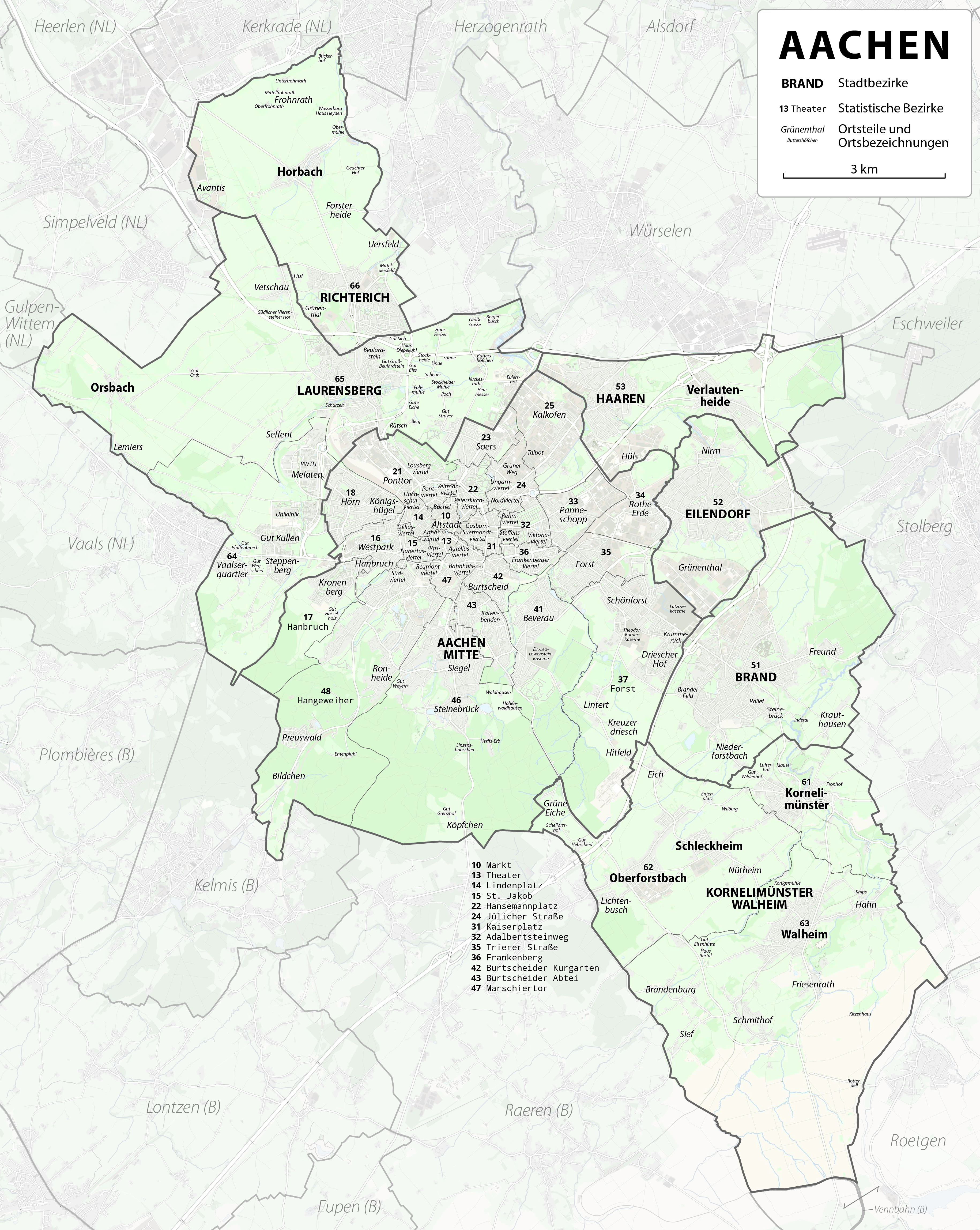

Aachen (franska Aix-la-Chapelle, nederländska Aken, på den lokala dialekten Öcher Platt Oche) är en stad i det tyska förbundslandet Nordrhein-Westfalen med cirka 250 000 invånare. Katedralen i Aachen utmärktes 1978 till första tyska kulturminnesmärke, och upptogs som andra kulturminnesmärke i Unescos världsarvslista.
Aachen är den västligaste tyska storstaden, och är känd för sin långa historia, sitt arkitektoniska och kulturella arv samt viktiga händelser som till exempel den årliga utdelningen av priset Karlspreis.
År 1890 översteg folkmängden i Aachen för första gången gränsen på 100 000, och staden blev därigenom en storstad enligt tyska standarder. Aachen ligger på den nordliga randen av Eifel. Större städer som ligger på ett avstånd av en timme med bil är Düsseldorf, Köln, Liège (Belgien), Mönchengladbach, Krefeld, Heerlen, Maastricht och Roermond (de tre senare i Nederländerna).
Aachen är hem till RWTH Aachen, en av de största och mest traditionsrika tekniska högskolorna i Europa, som sedan 2007 räknas till de tyska elituniversiteten.
För sin uppkomst har det moderna Aachen att tacka de varma svavelhaltiga hälsokällorna, vilka fortfarande är en av dess största inkomstkällor och årligen besöks av många badgäster. Den hetaste av källorna har en temperatur av 73,9 °C. Vattnet används mot reumatism, gikt, neuralgier och hudsjukdomar.

## Historia

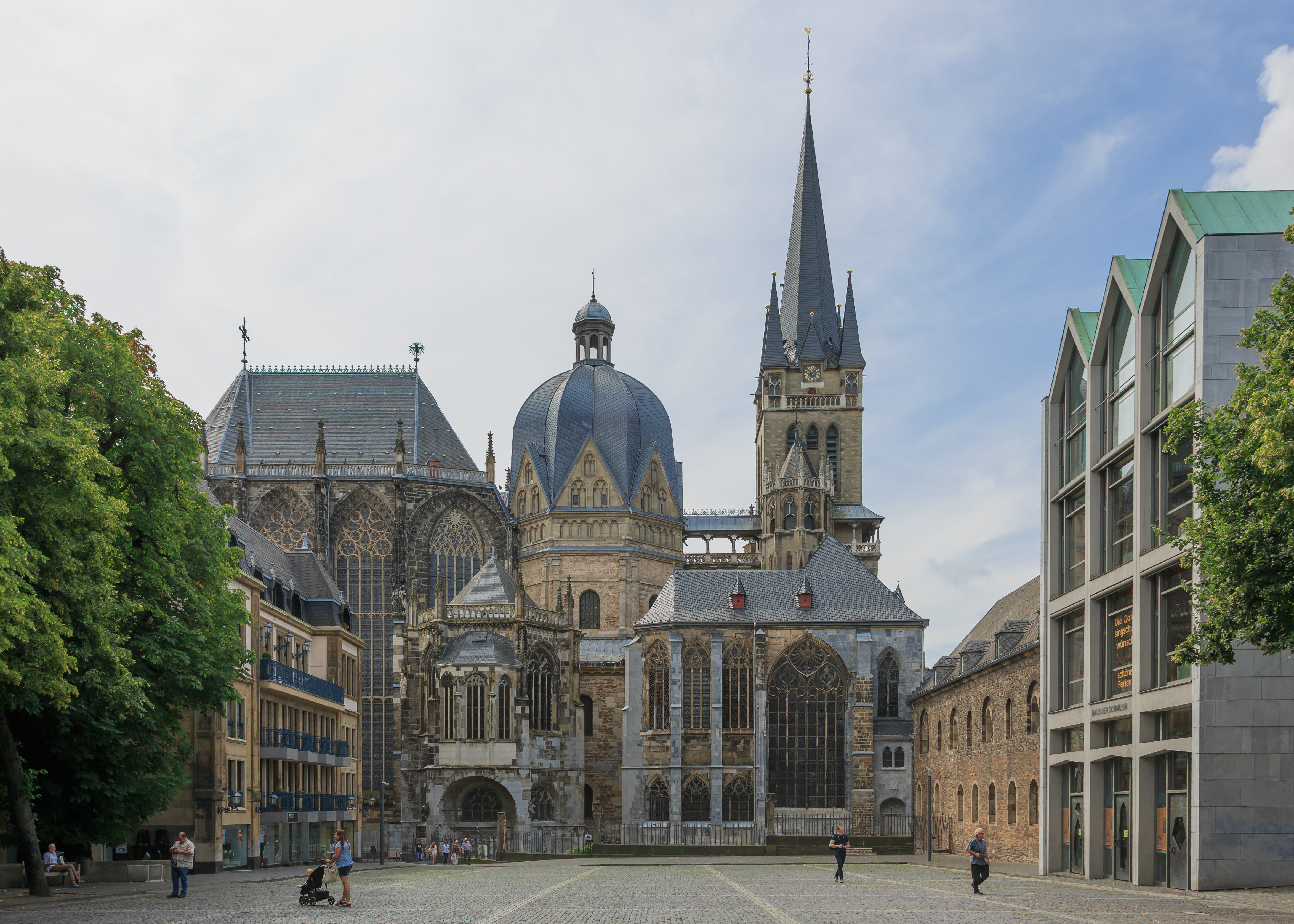
Aachens domkyrka

- Under första århundradet e.Kr. byggde romarna ett militärbad på platsen, där tidigare också kelter hade bott.
- Den frankiske kungen Pippin den lille uppförde på 700-talet en herrgård i Aachen.
- Hans son Karl den store ärvde kungariket och herrgården i Aachen och utvidgade den till ett palats, som han valde som sitt residens. Karl den store har också sin grav i domen, som tillhör världsarvet.
- 1165 lät Fredrik Barbarossa saligförklara Karl den store och året därpå fick staden sina stadsrättigheter och blev också en fri Riksstad. Detta är skälet till att staden har en örn i sitt vapen.
- 1656 förstördes praktiskt taget hela staden av en våldsam brand. I samband med återuppbyggnaden utvidgades kuranläggningen med diverse nöjesanordningar och staden blev därefter modebadet för Europas prominens.
- 1668 slöts fred mellan Ludvig XIV och alliansen av England, Holland och Sverige i Aachen, där Frankrike tvingade återlämna alla sina erövringar i Spanien.
- 1748 slöts även i Aachen fred efter det österrikiska arvföljdskriget.
- 1794 blev staden i samband med den franska revolutionen fransk[3], men det varade endast till Wienkongressen 1815 då Aachen tilldelades konungariket Preussen.
- 1818 möttes representanter för tidens stormakter i Aachen för att konferera. Under konferensen debatterades bland annat den interkontinentala slavhandeln.
- Omkring 1890 översteg invånarantalet 100 000, vilket gjorde Aachen till en storstad.
- En stor del av staden förstördes under andra världskriget och Aachen var den första större tyska staden som sedan intogs av amerikanska trupper.

## Geografi
Aachen är en av de västligaste städerna i Tyskland och en av de största i denna del av landet. Den är belägen i regionen Euregio Maas-Rhein vid det så kallade Dreiländereck (en trelandspunkt mellan Tyskland, Nederländerna och Belgien) och vid den norra gränsen av området Eifel.
Den högsta punkten i stadsområdet ligger 410 meter över havet och befinner sig i sydöstra utkanterna av staden. Den lägsta punkten befinner sig 125 meter över havet, och ligger i norra delen av staden. Längden av stadsgränsen är 87,7 km, varav 23,8 km är gräns till Belgien, och 21,8 km gräns till Nederländerna. Den största bredden i nord-sydlig riktning är 21,6 km, och i öst-västlig riktning 17,2 km.

### Befolkning
Staden Aachen hade 259 030 invånare i slutet av 2007.
Åldersstrukturen är som följer: 0–18 år: 16,1 %; 18–65 år: 67,2 %; från 65 år: 16,7 %. Snittåldern är 39,4 år (14 januari 2007).
Arbetslösheten var i maj 2007 11%, och andelen utlänningar 17,7%.

### Storstadsområde
Många pendlar in till arbetsplatser och utbildningar i Aachenområdets centrala delar, och hela pendlingsområdet omfattar, förutom Aachen, 14 andra städer och kommuner. Större förorter är bland annat Alsdorf, Eschweiler, Herzogenrath och Stolberg. Bland Aachens distrikt återfinns bland annat Aachen-Mitte, Brand, Eilendorf, Haaren, Kornelimünster/Walheim, Laurensberg och Richterich.
| Områdestyp                  | Areal (km²) | Invånarantal 31 december 2006 | Densitet (inv/km²) |
| --------------------------- | ----------- | ----------------------------- | ------------------ |
| Kärnstad (Aachen)           | 160,82      | 258 770                       | 1 609,07           |
| Kärnstadens närområde       | 327,79      | 298 555                       | 910,81             |
| Närliggande pendlingsområde | 449,38      | 100 755                       | 224,21             |
| Totalt                      | 937,99      | 658 080                       | 701,59             |

Aachen bildar tillsammans med Heerlenområdet på den nederländska sidan ett internationellt storstadsområde med ungefär 900 000 invånare.

## Kommunikationer
I Aachens utkanter korsar motorvägen A44 som går från Düsseldorf till Liège och Bryssel i Belgien och A4 från Köln till Maastricht, Eindhoven och Amsterdam i Nederländerna.
Aachen har utöver Aachen Hauptbahnhof (huvudstationen) stationerna Aachen West och Aachen Rothe Erde liksom de mindre tåghållplatserna Aachen Schanz och Eilendorf. Snabbtåget Thalys från Köln till Paris stannar i Aachen, Liège och Bryssel. Även ICE International trafikerar sträckan Bryssel–Liège–Aachen–Köln och vidare till Frankfurt. Snabbtågen Thalys och ICE går växelvis varje timme. Aachen ligger därmed på en viktig förbindelse i den transeuropeiska järnvägsnätet. Däremot är den pendlarinriktade regionaltrafiken, framförallt tågen till Köln, ofta försenade. På den andra utgående järnvägssträckan till Düsseldorf går sedan ungefär 10 år ingen fjärrtrafik längre. Båda sträckor är dock fortfarande viktiga förbindelser för godstransport.
Cirka 30 kilometer från staden ligger Maastricht Aachen Airport 1 mil norr om Maastricht (Nederländerna).

## Ekonomi
De viktigaste industrierna i Aachen är tillverkning av järnvägsfordon (Talbot), bildäck (Uniroyal och Continental), lampor (Philips) och glas (Vegla). Staden är också känd för tillverkning av godsaker, bland annat kakorna Aachener Printen. Zentis är känt för marmeladtillverkning. Även turismen är av betydelse för staden, med 4 000 hotellbäddar och 680 000 övernattningar per år. Forskning och utveckling blir allt viktigare, Ericsson, Ford, Matsushita och Mitsubishi har etablerat sig i Aachen på grund av det centrala läget i Europa. Även den välkända chokladfabriken Lindt har tillverkning och fabriksförsäljning i Aachen.

## Sport
Aachen arrangerade ryttar-VM 1978 och 2006. TSV Alemannia Aachen spelar i fotbollens 4. Fußball-Regionalliga.

## Utbildning
I Aachen ligger förutom Rheinisch-Westfälische Technische Hochschule (RWTH), även tre andra högskolor, vilket också avspeglar sig i förekomsten av olika avknoppningsföretag från högskolorna.

## Vänorter
Aachen har följande vänorter:
- Arlington County, USA
- Halifax, West Yorkshire, Storbritannien
- Kostroma, Ryssland
- Montebourg, Frankrike
- Naumburg an der Saale, Tyskland
- Ningbo, Kina
- Reims, Frankrike
- Sarıyer, Turkiet
- Toledo, Spanien